# Хованский, Иван Иванович
Не путать с Хованским Иваном Ивановичем Меньшим.
Князь Иван Иванович Хованский Большой (ок. 1645 — 15 марта 1701) — рында, стольник, комнатный стольник и боярин во времена правления Алексея Михайловича, Фёдора Алексеевича, правительницы Софьи Алексеевны, Ивана V и Петра I Алексеевичей.
Из княжеского рода Хованских, Гедеминович. Сын боярина князя Ивана Никитича Хованского, старший брат князя Петра Ивановича.

## Биография
Впервые упомянут стольником в мае 1660 года, был 25 для ношения питья Государю в Грановитой палате во время отпуска грузинского царевича Николая. В августе 1662 года, при представлении Государю в Золотой царицыной палате польского и мунгальского послов, был первым послом при встрече. В октябре 1663 года в Столовой палате, при встрече кизилбашских купцов и курляндского гонца являлся вторым рындою в белом платье. В 1664 году в чине стольника при царском дворе. В 1676 году назначен комнатным стольником царя Фёдора Алексеевича. В 1682 году пожалован из стольников в бояре, минуя чин окольничего.
После казни родственников, князя Ивана Андреевича Тараруя Хованского и его сына Андрея в сентябре 1682 года боярин вместе с другими представителями рода Хованских был разжалован в московские дворяне. Позднее ему был возвращен боярский сан. При малолетних царях Иване V и Петре I показан 31 среди бояр.
Князь Иван Иванович Хованский был противником реформ царя Петра Алексеевича. В 1700 году был замешан в деле московского проповедника Григория Талицкого, объявившего царя Петра антихристом. Вина князя И. И. Хованского состояла в том, что он сказал Талицкому: «Бог дал было мне венец, да я потерял; брали меня в Преображенское, и на генеральном дворе Никита Зотов ставил меня в митрополиты, и дали мне для отречения столбец, и по тому письму я отрицался, и в отречении спрашивали вместо — „веруешь ли?“ пьешь ли? и тем своим отречением я себя пуще бороды погубил, что не спорил, и лучше было мне мучения венец принять, нежели такое отречение чинить».
Князь Иван Иванович Хованский был взят под караул, но не дожил до суда и скончался 15 марта 1701 года.
По родословной росписи показан бездетным.